# Yağcılar, Gebze
Yağcılar là một xã thuộc huyện Gebze, tỉnh Kocaeli, Thổ Nhĩ Kỳ. Dân số thời điểm năm 2010 là 184 người.